# Ken Paxton
Warren Kenneth Paxton Jr.  (sinh ngày 23 tháng 12 năm 1962) là một luật sư và chính trị gia người Mỹ, giữ chức Tổng chưởng lý Texas kể từ tháng 1 năm 2015. Paxton là một người bảo thủ phong trào Tiệc Trà. Trước đây ông từng là Thượng nghị sĩ Bang Texas cho khu 8 và Đại diện Bang Texas cho khu 70.
Năm 2015, Paxton bị cáo buộc  gian lận chứng khoán liên quan đến các hoạt động trước khi nhậm chức; ông đã không nhận tội bị cáo buộc. Vào tháng 10 năm 2020, một số trợ lý cấp cao trong văn phòng của Paxton đã đưa ra các cáo buộc cáo buộc ông tội " hối lộ, lạm dụng chức vụ và các tội danh khác".